# Monomma basilewskyi
Monomma basilewskyi es una especie de coleóptero de la familia Monommatidae. Presenta la siguiente subespecie: Monomma basilewskyi basilewskyi.

## Distribución geográfica
Habita en Congo y Ruanda.